# Пожар в Рингтеатре
Пожар в Рингтеатре произошёл 8 декабря 1881 года в Вене. По официальным данным, он повлёк гибель 384 человек и является одним из крупнейших пожаров XIX века в Австро-Венгрии.
8 декабря 1881 года в Рингтеатре на Шоттенринге зрители рассаживались в зале в ожидании начала оперы Жака Оффенбаха «Сказки Гофмана» в 19 часов. В 18:40 на сцене пытались зажечь четвёртый ряд софитов из газовых ламп. Вследствие дефекта в электропневматическом запальном устройстве газ стал поступать в воздух и взорвался при следующей попытке зажечь светильник. Огонь перекинулся на сценические подъёмники, затем быстро загорелась сцена и огонь достиг зрительного зала.
Спасение людей в зрительном зале началось только спустя полчаса после возгорания театра вследствие нескольких основных проблем. Аварийное освещение в театре обеспечивалось масляными лампами, которые оказались пустыми: в целях экономии их наполняли маслом только на время проверок. Двери эвакуационных выходов в театре открывались только внутрь, что тормозило потоки спасавшихся зрителей. Полиция неправильно оценила чрезвычайную ситуацию в театре и не пускала добровольных спасателей из фойе театра в зал, объявив, что все уже спасены.
Здание театра выгорело дотла. Останки жертв пожара в Рингтеатре впервые идентифицировали по стоматологическому статусу, что расценивается ныне как начало известной впоследствии венской криминалистической школы и судебной стоматологии. В идентификации останков принимал участие австрийский врач Эдуард фон Гофман, использовавший полученный опыт в своём основополагающем «Учебнике судебной медицины». Среди жертв пожара в Рингтеатре оказался брат будущей трагической любовницы кронпринца Рудольфа Ладислав Вечера. В примыкающем справа к Рингтеатру здании с 1877 года проживал австрийский композитор Антон Брукнер, и у него были даже билеты на смертоносное представление в Рингтеатре 8 декабря 1881 года, но он, заболев, не пришёл в театр в этот день. Погибших при пожаре в Рингтеатре похоронили на Центральном кладбище Вены.
Главный режиссёр Рингтеатра Франц фон Яунер был признан ответственным за пожар и приговорён к трём годам лишения свободы, но был помилован императором спустя несколько недель. Непосредственной реакцией на пожар в Рингтеатре стало основание Венского добровольного спасательного общества. Пожар в Рингтеатре повлёк развитие методов противопожарной защиты не только в Австрии, но и во всём мире. Например, в театрах внедрили противопожарный занавес, отделяющий в случае возникновения пожара сцену от зрительного зала, и противопожарную пропитку декораций. На спектаклях в крупных театрах Австрии в обязательном порядке присутствует сотрудник службы безопасности, принимающий на себя командование эвакуацией людей при пожаре.
Поражённый произошедшим император Франц Иосиф I финансировал из личных средств строительство так называемого «Искупительного дома» на месте выгоревшего театра. Средства, получаемые от аренды этого доходного дома, передавались на благотворительные цели. Искупительный дом пострадал во время бомбардировок Вены в 1945 году и был снесён в 1951 году. В настоящее время на месте Рингтеатра и Искупительного дома находится административное здание Земельного управления полиции. В 1960-е годы актёр Гельмут Квальтингер и кабаретист Карл Мерц написали книгу о судебном процессе над виновными в пожаре в Рингтеатре, по мотивам которой был снят фильм «Все спасены. Процесс по делу Рингтеатра».